# An Evening with Dua Lipa
An Evening with Dua Lipa é um especial de televisão da cantora inglesa-albanesa Dua Lipa, exibido pela rede britânica ITV1 em 8 de dezembro de 2024. 
Consistindo em apresentações solo e um dueto selecionado com o cantor britânico Elton John, foi parte da promoção de seu terceiro álbum de estúdio, Radical Optimism (2024). O especial foi gravado em 17 de outubro de 2024, no Royal Albert Hall, localizado em Londres, Inglaterra.
O programa também foi ao ar na rede americana CBS e transmitido simultaneamente pelo serviço de streaming Paramount+, em 15 de dezembro de 2024. A cantora foi acompanhada no palco por uma orquestra de 53 integrantes e músicos ligados à artista, com destaque para a Heritage Orchestra. Antes de sua transmissão, Lipa lançou seu primeiro álbum ao vivo em 6 de dezembro de 2024 pela Warner Records.

## Desenvolvimento
Dua Lipa revelou seu terceiro álbum de estúdio, intitulado Radical Optimism (2024), nas redes sociais em 13 de março de 2024. O projeto é inspirado na cidade natal de Lipa, Londres, por sua "confiança e liberdade do Britpop dos anos 90". O conceito foi introduzido por um amigo próximo, com Lipa capturando "a essência da juventude e da liberdade" para que ela possa incorporar em suas sessões de gravação. Posteriormente, em 18 de março, a cantora anunciou sua terceira turnê de shows em apoio ao álbum.

O especial de televisão foi realizado no Royal Albert Hall, em Londres.

Lipa carregou um pôster promocional em seu Instagram, onde anunciava que faria um show único localizado no Royal Albert Hall, em sua cidade natal. Os fãs que fizeram a pré-compra o álbum tiveram acesso à pré-venda em 10 de abril, seguido pela venda geral de ingressos dois dias depois, via Ticketmaster. Os ingressos foram limitados a dois por reserva com preços variando de £55 a £86. Um mês depois, em 3 de maio de 2024, o disco neo-psicodelia foi lançado, gerando críticas favoráveis dos críticos musicais.
O concerto ocorreu em 17 de outubro de 2024, e Lipa foi acompanhada no palco pela Heritage Orchestra, conduzida pelo compositor britânico Ben Foster, sua banda de sete integrantes e quatorze coristas. Os meios de comunicação informaram que o programa foi filmado e previsto para ser lançado no mesmo ano. As redes de televisão CBS Entertainment e ITV confirmaram em um comunicado à imprensa em 23 de outubro que a artista estrelaria um especial de televisão intitulado An Evening with Dua Lipa.

## Sinopse do concerto

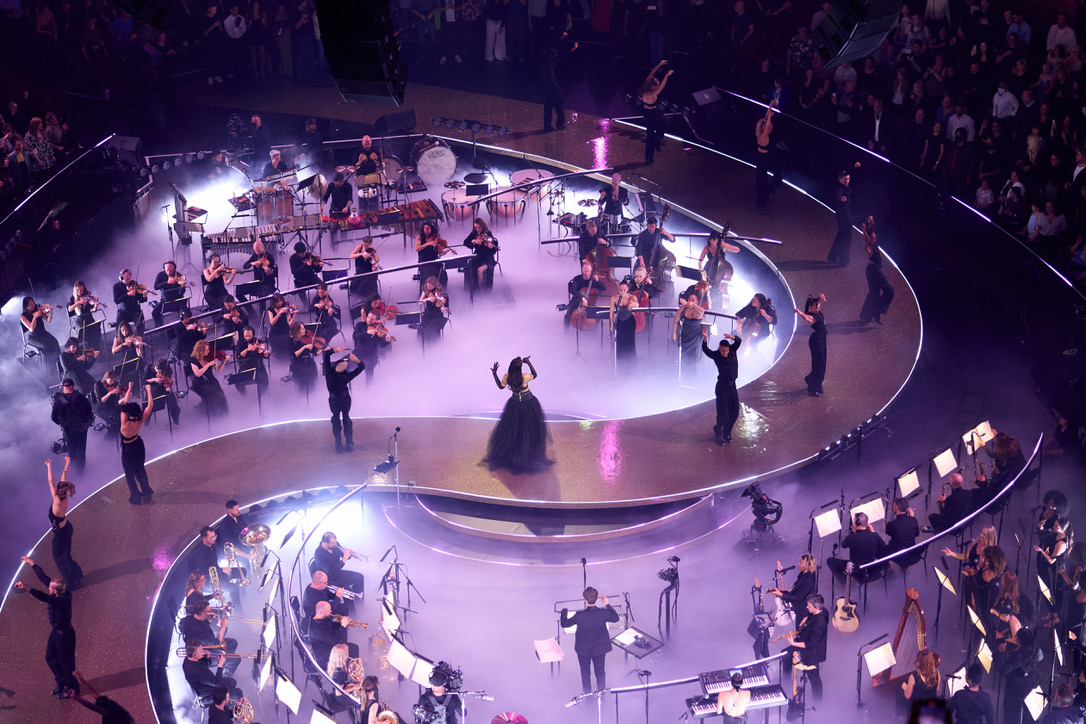
Lipa se apresentando ao lado da Heritage Orchestra.

O especial começa com a vista de uma passarela em formato de “S”, cercada pela orquestra de 53 músicos conduzida por Ben Foster. A câmera frequentemente cortava para Lipa andando pelos bastidores do Royal Albert Hall. Ela aparecia no palco com os cabelos pretos, vestida em um vestido vermelho "de cetim" com camadas de tule carmesim. Lipa abre o show com uma performance de "Houdini". Terminando a performance, o programa corta para uma entrevista com Lipa, incluindo filmagens dela e da orquestra ensaiando. Ela interagia frequentemente com o público, como observar as roupas e as reações dos participantes. Depois, ela e os backing vocals cantavam "Levitating" e "Maria". Retomando a entrevista, Lipa estava relembrando cenas de quando era mais jovem cantando e deu créditos ao seu professor de música da infância, chamado Ray; ambos se reencontraram depois de dez anos sem se verem. "Anything for Love" (2024) foi tocada em uma suave versão para piano.
A cantora falou sobre seu relacionamento próximo com o cantor britânico Elton John, onde ambos se apresentaram juntos pela primeira vez em sua festa anual da fundação contra a AIDS, transmitida ao vivo em abril de 2021. John lembrou de ter chamado Lipa para uma colaboração em um remix, na qual recebeu um sim imediato. No especial, Lipa reapareceu no palco usando um vestido "gótico" bordado com camadas de renda preta. Quando ela começou a cantar a música "Cold Heart", que liderou as paradas, ela deu as boas-vindas a John no palco e ambos cantaram um dueto selecionado. Depois que John foi escoltado para fora do palco, Lipa cantou "Happy for You" e pediu que o público batesse palmas, enquanto ela corria pelo palco.

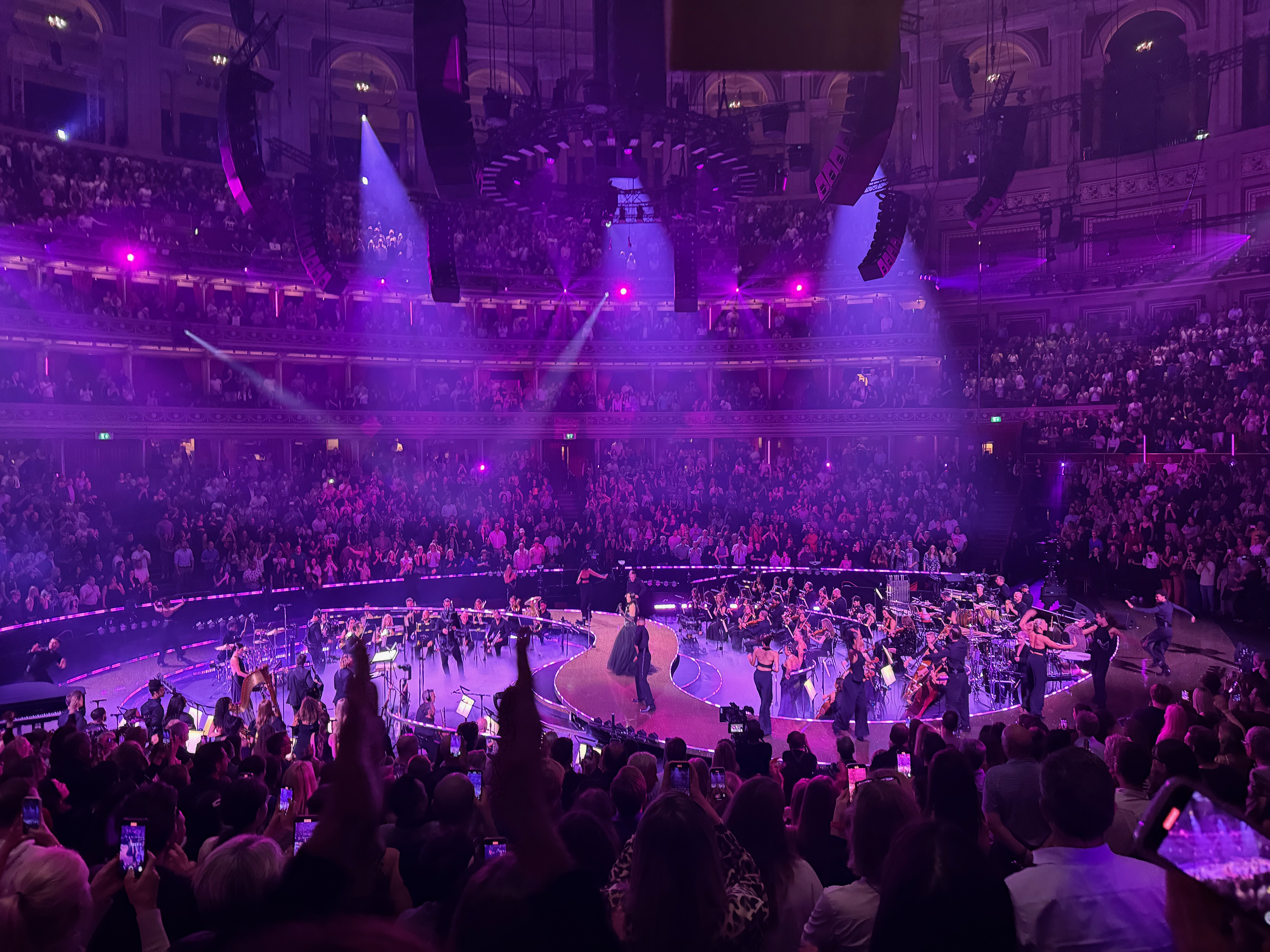
Uma visão panorâmica da performance de Lipa.

Lipa e seus irmãos Gjin e Rina passearam pela loja de departamentos Liberty em busca de decorações de Natal e explicaram como o feriado une as famílias em momentos de necessidade. Dando continuidade ao programa, Lipa encerrou a apresentação com um medley entre "Dance the Night" e "Don't Start Now", enquanto confetes brancos caíam, ela agradeceu ao público e à orquestra por se juntarem a ela.
A versão da CBS contém performances adicionais de "These Walls", "Love Again" e "Illusion". Ela também tem cenas filmadas em locações na cidade de Nova York.

## Figurinos
Ao longo do programa, Lipa apresentou um conjunto de looks composto por duas roupas personalizadas. Quando ela apareceu pela primeira vez no palco, a cantora usava um vestido vermelho-cereja com espartilho de Jean Paul Gaultier recriado, feito em tule carmesim, com uma fenda dramática e combinado com luvas de ópera bordô. Seu segundo traje é um vestido Chanel monocromático personalizado, composto de pérolas bordadas e adornos exclusivos de camélias. Lipa deu créditos ao estilista e designer de moda americano Jahleel Weaver pela curadoria de ambos os vestidos.

## Álbum ao vivo
Lipa revelou em novembro de 2024 que o especial do concerto foi gravado para seu primeiro álbum ao vivo, incluindo uma única participação especial do cantor britânico Elton John. O álbum foi lançado posteriormente em 6 de dezembro de 2024 pela Warner Records.

### Alinhamento de faixas
| Dua Lipa Live from the Royal Albert Hall — Edição padrão |                               |                                                                                                  |         |  |
| N.º                                                      | Título                        | Compositor(es)                                                                                   | Duração |  |
| 1.                                                       | "Overture"                    | Samuel Read Ben Foster Charles Monneraud                                                         | 1:46    |  |
| 2.                                                       | "End Of An Era"               | Dua Lipa Kevin Parker Danny L Harle Caroline Ailin Tobias Jesso Jr.                              | 3:59    |  |
| 3.                                                       | "Houdini"                     | Lipa Parker Harle Ailin Jesso                                                                    | 3:56    |  |
| 4.                                                       | "Training Season"             | Lipa Parker Harle Ailin Jesso Nick Gale Martina Sorbara Shaun Frank Yaakov Gruzman Steve Francis | 3:40    |  |
| 5.                                                       | "These Walls"                 | Lipa Andrew Wyatt Harle Billy Walsh Ailin                                                        | 3:50    |  |
| 6.                                                       | "Whatcha Doing"               | Lipa Parker Harle Ailin Jesso Ali Tamposi                                                        | 3:58    |  |
| 7.                                                       | "French Exit"                 | Lipa Parker Harle Ailin Jesso                                                                    | 3:45    |  |
| 8.                                                       | "Illusion"                    | Lipa Parker Harle Ailin Jesso                                                                    | 3:57    |  |
| 9.                                                       | "Falling Forever"             | Lipa Ian Kirkpatrick Harle Emily Warren Tamposi Ailin                                            | 4:00    |  |
| 10.                                                      | "Anything for Love"           | Lipa Kirkpatrick Harle Jesso Julia Michaels Ailin                                                | 3:09    |  |
| 11.                                                      | "Maria"                       | Lipa Wyatt Harle Michaels Ailin                                                                  | 3:45    |  |
| 12.                                                      | "Happy for You"               | Lipa Parker Harle Ailin Jesso                                                                    | 4:23    |  |
| 13.                                                      | "Love Again"                  | Lipa Bing Crosby Chelcee Grimes Stephen Kozmeniuk Irving Wallman Clarence Coffee Max Wartell     | 6:02    |  |
| 14.                                                      | "Pretty Please"               | Lipa Michaels Kirkpatrick Ailin                                                                  | 3:11    |  |
| 15.                                                      | "Levitating"                  | Lipa Coffee Sarah Hudson Jason Evigan                                                            | 2:54    |  |
| 16.                                                      | "Sunshine"                    | Cleopatra Nikolic Dean Cover                                                                     | 4:42    |  |
| 17.                                                      | "Cold Heart" (com Elton John) | Elton John Bernard Taupin Andrew Meecham Samuel Littlemore Nicholas Littlemore Peter Mayes       | 5:28    |  |
| 18.                                                      | "Be the One"                  | Gale Jack Tarrant Lucy Taylor                                                                    | 4:49    |  |
| 19.                                                      | "Dance the Night"             | Lipa Ailin Wyatt Mark Ronson                                                                     | 4:07    |  |
| 20.                                                      | "Don't Start Now"             | Lipa Ailin Kirkpatrick Warren                                                                    | 4:25    |  |
| Duração total:                                           | Duração total:                | Duração total:                                                                                   | 81:30   |  |

### Desempenho nas tabelas musicais
| País — Tabela musical (2024—25)  | Melhor posição |
| -------------------------------- | -------------- |
| Bélgica (Ultratop (Flandres)     | 5              |
| Bélgica (Ultratop (Valónia)      | 25             |
| Croácia (HDU)                    | 1              |
| Escócia (Scottish Albums)        | 22             |
| Espanha (PROMUSICAE)             | 31             |
| Estados Unidos (Top Album Sales) | 15             |
| França (SNEP)                    | 46             |
| Hungria (MAHASZ)                 | 18             |
| Países Baixos (Album Top 100)    | 58             |
| Polônia (ZPAV)                   | 68             |
| Portugal (AFP)                   | 21             |
| Reino Unido (Digital Albums)     | 40             |
| Suíça (Schweizer Hitparade)      | 41             |

### Histórico de lançamento
| Região | Data                   | Formato                       | Versão | Gravadora | Ref.                 |
| ------ | ---------------------- | ----------------------------- | ------ | --------- | -------------------- |
| Várias | 6 de dezembro de 2024  | CD download digital streaming | Padrão | Warner    | [ 41 ] [ 27 ] [ 42 ] |
| Várias | 13 de dezembro de 2024 | Vinil                         | Padrão | Warner    | [ 43 ]               |

## Recepção

### Crítica
O The Guardian deu uma média de 3/5. "É impressionante em escala e ambição, sua voz é forte o suficiente para não ser inundada pela instrumentação, e não há absolutamente nenhuma razão pela qual sua marca de dance-pop não funcione carregada de cordas e metais".
O  The Independent deu uma nota de 4/5. "O efeito é palpável muito antes da sensação da diva disco-pop inglesa-albanesa pisar no palco do Royal Albert Hall de Londres, que foi transformado em uma luxuosa arena redonda para a noite".

### Audiência
A transmissão da CBS foi assistida por 2,88 milhões de telespectadores.